# República del Congo (1960-1971)
La República del Congo también llamada Congo-Léopoldville para diferenciarla del otro Estado con el nombre República del Congo (Brazzaville) fue el estado que sucedió a la Colonia belga del Congo tras su independencia el 30 de junio de 1960, en plena crisis del Congo. Mantuvo dicho nombre hasta el 1 de agosto de 1964, cuando se lo cambió a República Democrática del Congo para distinguirse de la vecina República del Congo.
Los disturbios y la rebelión plagaron el frágil gobierno hasta 1965, cuando el teniente general Joseph-Désiré Mobutu, por entonces comandante en jefe del Ejército Nacional, tomó el control del país. Mobutu cambió el nombre del país a Zaire en 1971, y se mantuvo su presidente hasta 1997.

## Historia

### Independencia y gobierno de Lumumba
En 1960, Patrice Lumumba, junto al Movimiento Nacional Congoleño, fue designado primer ministro al ganar las primeras elecciones libres legislativas. Joseph Kasavubu, del partido ABAKO (Alianza de los Bakongo), fue nombrado presidente por el parlamento. Otros partidos surgieron, incluyendo el PSA o Partido Solidario Africano (Antoine Gizenga) y el Partido Nacional del Pueblo (Albert Delvaux, Laurent Mbariko). Apenas tres días después de la independencia el país se hundía en el caos, con revueltas de las tropas amotinadas y las provincias de Katanga con Moise Tshombe y Kasai del Sur se separaron de la alianza política.
El gobierno belga deseaba seguir controlando la riqueza minera del país y, asustado por el caos en el que se había hundido, apoyó la escisión de Katanga y Kasai del Sur, donde había una nutrida colonia de ciudadanos belgas, apoyando gobiernos títeres en dichos territorios. El Gobierno de Patrice Lumumba solicitó la ayuda estadounidense, no siendo siquiera recibido por el presidente de EE. UU., lo que motivó el acercamiento a la esfera soviética, que proporcionó transporte y asesores militares con el objeto de intervenir en las provincias separatistas. Lumumba negó repetidamente tener ideología comunista alguna.
Eventos posteriores llevaron a una crisis entre el presidente y el primer ministro, culminando el 5 de septiembre de 1960, cuando el primer ministro Lumumba fue desposeído por el presidente Kasavubu. Las Naciones Unidas enviaron tropas que recluyeron a Lumumba, siendo este finalmente apresado por los rebeldes, conducido a Katanga y fusilado el 17 de enero de 1961 con la intervención directa de agentes del gobierno belga y de la CIA. Sus restos mortales fueron quemados. Las tropas internacionales, con apoyo estadounidense, combatieron a los secesionistas y restauraron precariamente la unidad del país.

### Gobiernos posteriores
Aun así se mantuvo una confusión generalizada. Varios gobiernos fueron liderados por técnicos del Colegio de Comisarios; Joseph Iléo, Cyrille Adoula, Moise Tshombe y Evariste Kimba sucediéndose en poco tiempo.
La crisis más grave se produjo en la primavera de 1964 cuando los antiguos partidarios de Patrice Lumumba, con fuerte presencia tribal, realizaron una gran revuelta. Rápidamente se apoderaron del norte del país, barriendo a las desmoralizadas tropas gubernamentales. Tras ser nombrado el prooccidental Moise Tshombe primer ministro, Estados Unidos y Bélgica apoyaron al gobierno central, enviando numeroso armamento. Así mismo, se contrató a un millar de mercenarios y en otoño se recuperó la mayor parte del territorio. Arrinconados en Stanleyville, los rebeldes intentaron jugar su última carta, unos dos mil rehenes occidentales.
Ante esta situación el 24 de noviembre de 1964, paracaidistas belgas, que habían contado para el transporte con apoyo logístico estadounidense, tomaron por sorpresa primero el aeropuerto y luego el resto de la ciudad, liberando a la mayoría de los ciudadanos blancos, salvo una treintena que murieron inicialmente. En las siguientes semanas el número superó el centenar, incluyendo numerosas monjas y misioneros, tanto católicos como protestantes. Así mismo, fueron masacrados por los guerrilleros decenas de miles de congoleños. La prensa de la época recoge referencias a torturas, descuartizamientos e incluso canibalismo.

### Llegada de Mobutu
Tras cinco años de extrema inestabilidad y los disturbios civiles, Joseph-Désiré Mobutu, ahora teniente general, derrocó al frágil gobierno de Joseph Kasa-Vubu en un golpe de Estado apoyado por la CIA. Mobutu contó con el apoyo de los Estados Unidos por su férrea oposición al comunismo, lo que presumiblemente hacía de él un obstáculo para los planes comunistas en África.
Mobutu se autoproclamó presidente durante cinco años, diciendo que necesitaba ese tiempo para deshacer el daño que los políticos habían hecho en los cinco primeros años de la independencia del país. Sin embargo, en el plazo de dos años, ya había establecido el Movimiento Popular de la Revolución como único partido legal del país. En 1970, apareció solo en las urnas en las primeras elecciones presidenciales directas del país. Dos semanas más tarde, una lista única de candidatos MPR fue elegida para la legislatura. Para todos los efectos, la República Democrática del Congo había llegado efectivamente a su fin, sin embargo pasaría otro año antes de Mobutu cambió oficialmente el nombre del país a Zaire.